# NXT TakeOver: In Your House (2020)
NXT TakeOver: In Your House (2020) — профессиональное pay-per-view рестлинг-шоу на WWE Network, проводимое федерацией рестлинга WWE на бренде NXT. Показано 7 июня 2020 года.
Большая часть мероприятия транслировалась в прямом эфире из Университета Full Sail в Уинтер-Парке, штат Флорида в то время как матч Backlot Brawl был предварительно записан 28 мая на стоянке университета Full Sail. Шоу стало 29-м по счету NXT TakeOver, которое ознаменовало 25-ю годовщину pay-per-view In Your House. Фирменное и первое мероприятие In Your House со времен Св. Резня в День святого Валентина: In Your House проходило в феврале 1999 года, таким образом, это стало 28-е событием In Your House.
Это было первое мероприятие по TakeOver, которое было проведено в Университете Full Sail с момента TakeOver: The End 2016 года.
На мероприятие было проведено шесть матчей. В главном событии Ийо Ширай победила действующего чемпиона Шарлотту Флэр и Рею Рипли в матче тройной угрозой, выиграв женское чемпионство NXT. На Кик-оффе, Каррион Кросс победил Томмазо Чиампу по болевому, Кит Ли победил Джонни Гаргано, сохранив за собой Североамеринское чемпионство NXT, и Адам Коул победил Вельветин Дрима в матче Backlot Brawl сохранив за собой чемпионство NXT.

## Производство

### Предыстория
TakeOver -это серия профессиональных рестлинг-шоу, которые начались 29 мая 2014 года, когда бренд WWE NXT провел свою вторую эксклюзивную прямую трансляцию на WWE Network, объявленную как TakeOver. В последующие месяцы прозвище «TakeOver» стало брендом, используемым WWE для всех своих специальных выпусков NXT live WWE Network. In Your House стал двадцать девятым TakeOver NXT. Мероприятие состоялось на домашней базе NXT в Университете Full Sail University в Уинтер-Парке, штат Флорида, впервые с момента поглощения: конец июня 2016 года.
In Your House была серией шоу, созданных WWE (в то время известной как Всемирная федерация рестлинга (World Wrestling Federation)), которые транслировались на платном канале (PPV) с мая 1995 по февраль 1999 года. Первоначальная концепция заключалась в том, что в те месяцы, когда компания не проводило ни одно из своих главных событий PPV (WrestleMania, King Of The Ring, SummerSlam, Survivor Series и Royal Rumble, которые в то время шли в течение трех часов), они предложили двухчасовое PPV. В феврале 1999 года шоу In Your House было отправлено в отставку после St. Valentine’s Day Massacre: In Your House, поскольку компания перешла к установке постоянных имен для каждого из своих ежемесячных PPV. 13 мая 2020 года, в 25-ю годовщину первого In Your House PPV, WWE объявила, что они возродили название для своего мероприятия NXT TakeOver 7 июня, отметив первое In Your House как фирменное событие за 21 год и впоследствии 28-е событие, носящее это название. В то время как большая часть мероприятия транслировалась в прямом эфире 7 июня, матч Backlot Brawl был предварительно записан 28 мая в кинематографическом стиле.

### Сюжетные линии
Кард включает в себя матчи, которые являются результатом сценарных сюжетных линий, где рестлеры изображают героев, злодеев или менее различимых персонажей, создав напряжение и кульминацию в реслинг матчах или серии матчей, с результатами, предопределенными сценаристами WWE на бренде NXT, в то время как сюжетные линии производятся в их еженедельнике NXT.
На эпизоде NXT от 15 апреля, после того как Томмазо Чиампа сказал, что Джонни Гаргано был лучшим человеком, на него напал Каррион Кросс. 20 мая на эпизоде NXT , после матча Кросса, Чиампа сказал, что на TakeOver: In Your House они сталкнутся друг с другом.
Во время вторго дня WrestleMania 36 Шарлотта Флер победила Рею Рипли, за Женском Чемпионство NXT. На эпизоде NXT 8 апреля Ио Ширай выиграл лестничный матч, заработав тайтл-шот против Флэр, который Ширай выиграла по дисквалификацией в эпизоде NXT 6 мая. После матча Рипли вернулась и спасла Ширай. 20 мая на эпизоде NXT матч между Шираи и Рипли закончился без результатно, когда Флер атаковала их обеих. Затем был анонсирован матч тройной угрозой между тремя женщинами на TakeOver: In Your House.

## Результаты
| №                                | Матч                                                                                    | Тип Матча | Время | Оценки от Дейва Мельтцера |
| -------------------------------- | --------------------------------------------------------------------------------------- | --- | ----- | ------------------------- |
| 1                                | Шотци Блэкхарт, Миа Йим, Тиган Нокс победили Ракель Гонзалес, Кэндис Ли Рэй, Дакота Кай | Командный матч из шести женщин                                                                                               | 9:51  | 3.25 звезды               |
| 2                                | Финн Балор победил Дамиана Приста                                                       | Одиночный матч | 13:08 | 3.75 звезды               |
| 3                                | Кит Ли (c) победил Джонни Гаргано                                                       | Титульный матч за Североамериканское чемпионство NXT                                                                         | 20:35 | 3.5 звезды                |
| 4                                | Адам Коул (c) победил Вельветина Дрима                                                  | Титульный матч на парковке за Чемпионство NXT (был последним шансом Вельветина выиграть титул, пока Коул остаётся чемпионом) | 14:57 | без оценки                |
| 5                                | Каррион Кросс (со Скарлетт) победил Томмазо Чиампу по болевому                          | Одиночный матч | 6:13  | 2.25 звезды               |
| 6                                | Ио Ширай победила Шарлотту Флэр (c) и Рею Рипли                                         | Матч тройной угрозы за Женское Чемпионство NXT                                                                               | 17:36 | 4.25 звезды               |
| (с) — чемпион на момент поединка |                                                                                         | |       |                           |

## Заметки
1. ↑  Мероприятие проходило без аудитории из-за пандемии COVID-19 в Соединенных Штатах, хотя в толпе появилось несколько рестлеров и стажеров WWE
2. ↑  По мнению журналиста оценивать, заранее записанные и отредактированные матчи,выглядит весьма смехотворно.[20]